# خوسيه فرنسيسكو راينوسو
خوسيه فرنسيسكو راينوسو هو لاعب كرة قدم كوبي في مركز حراسة المرمى، ولد في 20 مايو 1950 في Encrucijada ‏ في كوبا. لعب مع Villa Clara (football club) ‏.

## وصلات خارجية
- خوسيه فرنسيسكو راينوسو على موقع ناشيونال فوتبول تيمز (الإنجليزية)
- خوسيه فرنسيسكو راينوسو على موقع عالم كرة القدم.نت (الإنجليزية)
- خوسيه فرنسيسكو راينوسو على موقع اللجنة الأولمبية الدولية (الإنجليزية)
- خوسيه فرنسيسكو راينوسو على موقع أوليمبيديا (الإنجليزية)